# 349606 Fleurance
349606 Fleurance è un asteroide della fascia principale. Scoperto nel 2008, presenta un'orbita caratterizzata da un semiasse maggiore pari a 2,4585030 au e da un'eccentricità di 0,1614109, inclinata di 3,46829° rispetto all'eclittica.
L'asteroide è dedicato all'omonima località francese.